# Melaleuca armillaris
Melaleuca armillaris —bracelet honey myrtle en anglès— és una planta de la família de les mirtàcies que es distribueix pel sud d'Austràlia. El nom genèric Melaleuca prové de les paraules gregues melas que significa fosc o negre i leucon que significa blanc, en referència aparentment a les tonalitats blanques de les branques més joves i fosques dels troncs que tenen més edat. L'epítet específic armillaris significa circumdat, anellat a la manera de braçalet o collar, probablement per la disposició dels fruits al voltant de la tija.
És un petit arbre d'àmplia difusió amb una alçada màxima d'uns 3 o 4 metres amb una amplada màxima d'uns 4 a 5 metres. El port acostuma a ser arbustiu si no es poda, es pot podar com a arbre amb un tronc simple. El tronc és gris, que pot pelar-se en tires, ja que es va trencant amb el pas del temps. Les fulles són estretes, alternes, de forma linear, recurvades i molt aromatitzades. De color verd intens. Les flors són de color blanc-groc intens que creixen en espigues cilíndriques denses de fins a 7,5cm de llarg, sobre els branquillons de l'any anterior. Els fruits són en una càpsula globosa d'uns 3-4 mm de diàmetre.
Normalment es planta de manera ornamental en zones costaneres, ja que hi és tolerant, per guarnir passejos i avingudes. Es poda seguint la forma arbòria amb un sol tronc. També és un arbre adequat per a petits patis de les cases natives australianes. És un arbre atractiu per als ocells.